# حيك
الحَيْك رداءٌ غيرُ مَخِيطٍ ترتديه المرأة، أو تحتاكُ به، فيستُر رأسها ووجهها وكامل جسدها. والحائك، بتحقيق الهمزة، أو الحايك، بتخفيفها، هو مَن حِرفتُه الحياكة أي نسج الثياب ونحوها. وتتعدد أسماؤه باختلاف شكله وطريقة لُبسه وغيرهما، ومن هذه الأسماء: الكِساء، والإزار، والمئزر، والسفساري، الملاية، والمِلحَف، والملحفة، والتلحيفة…

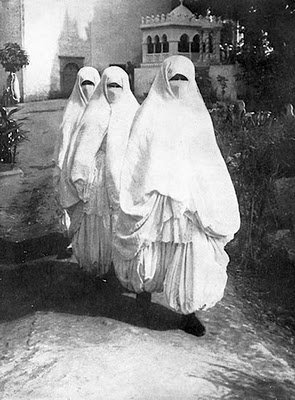
نسوة جزائرية في القصبة الجزائر أواخر القرن التاسع عشر.

هو لباس من القماش أبيض اللون تلتحف به المرأة الجزائرية لتستر سائر جسدها مع إضافة العجار وهو قطعة صغيرة من القماش تضعها المرأة لتغطي وجهها، كانت تلبسه بعض النساء أثناء قيامهن بالانتقال وحيدات لمسافات طويلة خارج منطقة السكن العادية.
هذا اللباس كان دينيا أو تقليديّا بلبس عادة في السفر والتنقل. بالموازاة مع ذلك، داخل البيت أو منطقة السكن كان يُلبس الجلابة وهو اللباس التقليدي الذي حافظ على درجة من الانتشار حاليا.

## الحيك الجزائري
أما في الجزائر فيتغير اسمه حسب المنطقة وأغلب المناطق فيه يشتركون في تسميته بالحيك ، إذ يلبس الحيك في العاصمة ونواحيها، وكان يُسمى في الأندلس المِلحَف وفي أواخر العهد الأندلسي غلب بنو الأحمر العادة فبدلا من أن يكون أبيضا جعلوه أسودا دلالة على الحُزن ونجد اغلب هذا اللون في ولاية قسنطينة الجزائرية بكثرة غرارا على الولايات الأخرى التي تشتهر بلبس الحيك بلون أبيض .
يلبس الحيك في الجزائر عند نساء الوسط الجزائري في العاصمة ونواحيها (بومرداس، تيبازة....) والغرب الجزائري (تلمسان، وهران...) ويدعى في الغرب غالبا بالكساء أو الكسا دون همزة متطرفة لكون الجزائريبن يحذفون الهمزة المتطرفة في كلامهم جريا على قاعدتهم في تخفيف الهمزة.
الحيك هو قطعة من القماش ترتديه المرأة لتستر رأسها ووجهها وسائر جسدها، لباس تقليدي تلبسه النسوة الجزائريات فوق ملابسهن العادية حين يغادرن منازلهن التزاما للحشمة.
كان شائع الاستعمال في كل أنحاء الجزائر والمغرب العربي وما زال حاليا يلبس في المناطق البعيدة عن المدن خصوصا النسوة الكبيرات في السن
يسمى الحيك بهذا الاسم في الوسط الجزائر أي في العاصمة ونواحيها يدعى في الغرب الجزائري غالبا بالكساء أو الكسا دون همزة متطرفة لكون الجزائريين يحذفون الهمزة المتطرفة في كلامهم جريا على قاعدتهم في تخفيف الهمز، وهناك من يسميه الملحفة ويقال: فلانة تلحفت أي لبست الملحفة أو الحيك.
ويمكن أن يرجع أصل التسمية إلى الجذر اللغوي (ح ا ك) ومنه الفعل حاك يحيك حياكة بمعنى نسج ومنه الحيك أي الثوب المحيك بمعنى المنسوج.
الحيك منتشر بمعظم أرجاء الجزائر أما بخصوص اختلاف لون الحيك في الشرق الجزائري فتروي الرواية الشعبية أن نساء الشرق الجزائري كن يلبسن الحيك الأبيض ثم لما قتل صالح باي، لبست النساء الملاية السوداء (حيك أسود) حزنًا عليه.
خلال الوجود الفرنسي بالجزائر وبعيد الاستقلال بقي الحيك محافظا على وجوده، لكن بدأ في الاختفاء مع سبعنيات القرن العشرين بعد الانفتاح الذي شهدته الجزائر.

## أنواعه

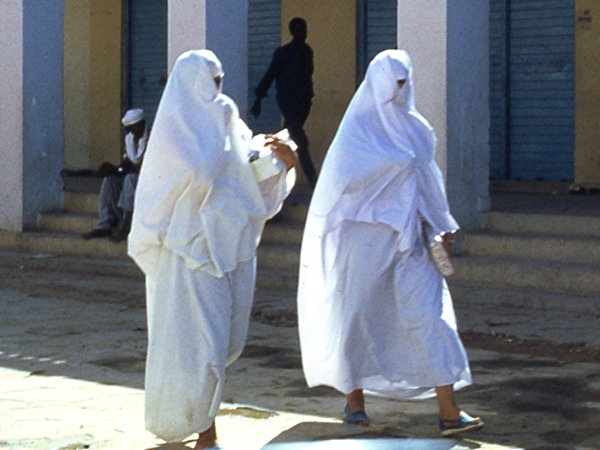
الحيك في غرداية.

- الحيك مرمة: من أجود أنواع الحيك. وكان ارتداؤه يقتصر على الطبقة الميسورة التي تتباهى نساؤها بارتدائه لكونه يشكل نوعاً من المدنية لأن نساء العاصمة اشتهرن به وينسج من الحرير الخالص أو الممزوج بالكتان أو الصوف.
- الحيك العشعاشي: وكان ينسج بتلمسان وكانت تلبسه العامة من النساء ويتميز حيك العشعاشي عن حيك مرمة أن الأول خالص البياض فيما تشوب الثاني تطاريز صفراء.
- الحيك السفساري: كان هذا النوع من الحيك محصورًا على نساء الشرق الجزائري، وهو لباس نساء الأندلس انتقل إلى شمال إفريقيا مع قدوم اللاجئين الأندلسيين حتى أصبح لباس نساء الحواضر كتونس والقيروان وقسنطينة وغيرها من المدن، يصنع السفساري من الحرير أو القطن ويوجد بعدة ألوان كالأسود والأبيض والأصفر، في الأصل كان يغلب عليه السواد.

## العجار
نقاب تضعه المرأة لتستر نصف وجهها الأسفل ويلبس مع الحيك فلا يظهر من وجهها إلا العينين، وهو عبارة عن قطعة من القماش تتلثم المرأة به كان قديما يلف على الرأس فيغطيه ثم يدار ليستر بعضًا من الوجه، ثم تطور ليصبح قطعة من قماش يربط طرفيها العلويين بخيط عادي أو مطاطي ويحزم هذا الخيط أو يلف خلف الرأس ليثبت العجار على الوجه. ويكون العجار بنفس لون الحيك وفي غالب الأحيان مطرَّز لإظهاره بشكل أجمل.
جاء في قاموس المعاني عن العِجَارُ: ثوبٌ تَلُفُّهُ المرأَة على استدارة رأْسِها والجمع: عُجُرٌ.

## معرض الصور

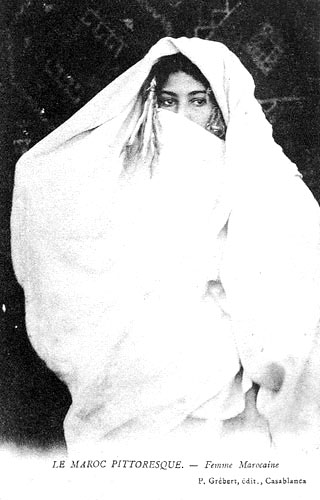
امرأة مغربية ترتدي الحيك سنة 1900
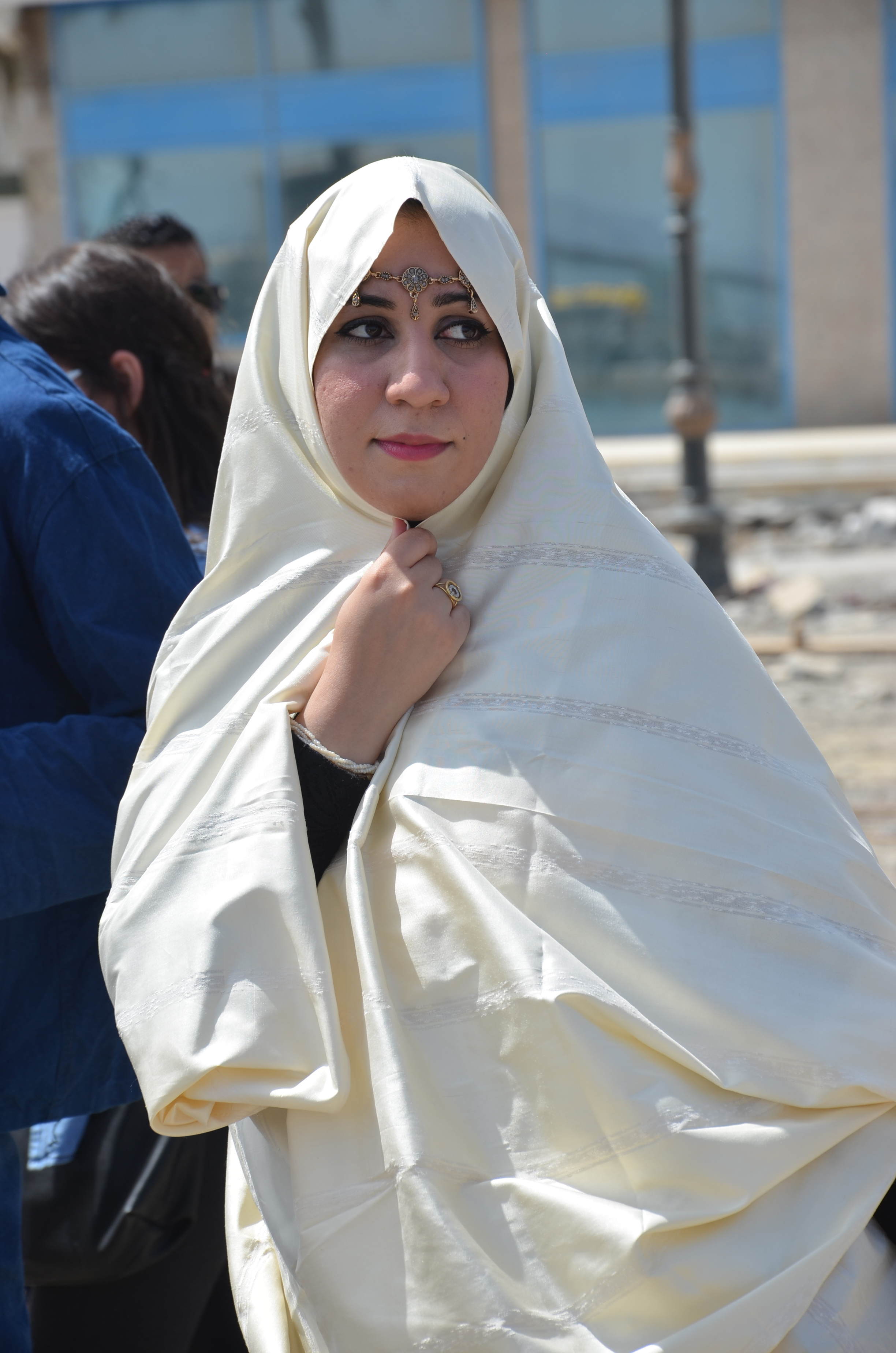
الحيك الوهراني وطريقة لبسه حيث تكشف النسوة وجوههن.
جزائريات بالحيك في الريف سنة 1874.
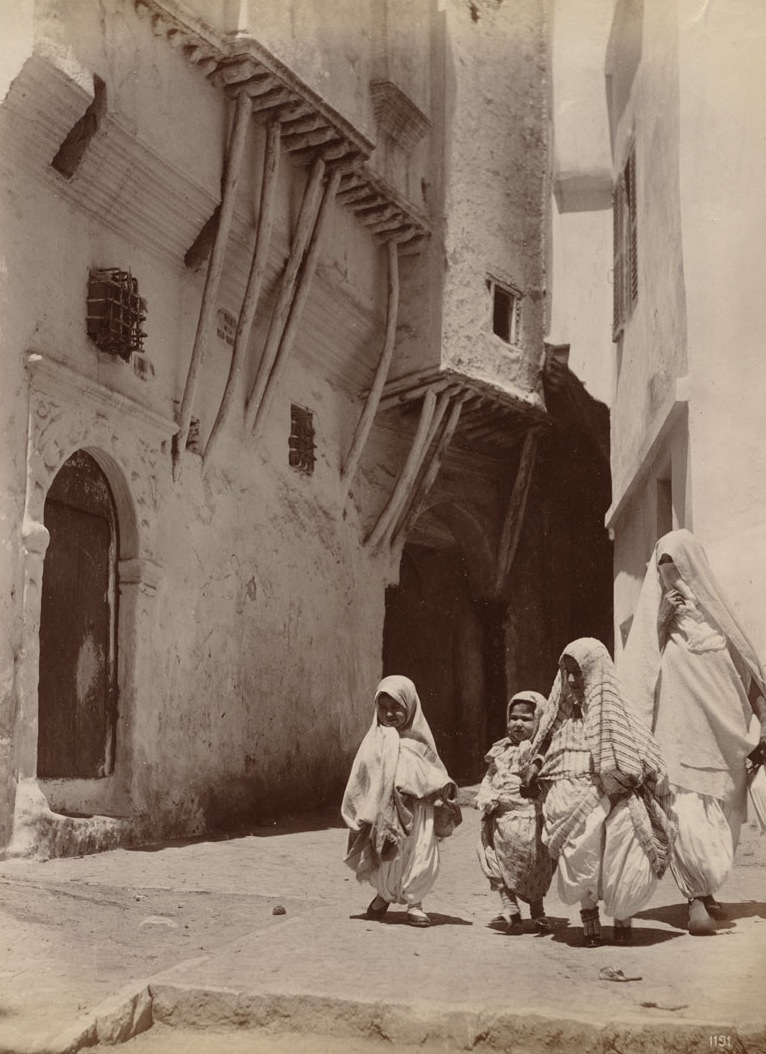
جزائريات بالحيك في شوارع القصبة
امراة جزائرية بالحيك أثناء حقبة الاستعمار الفرنسي
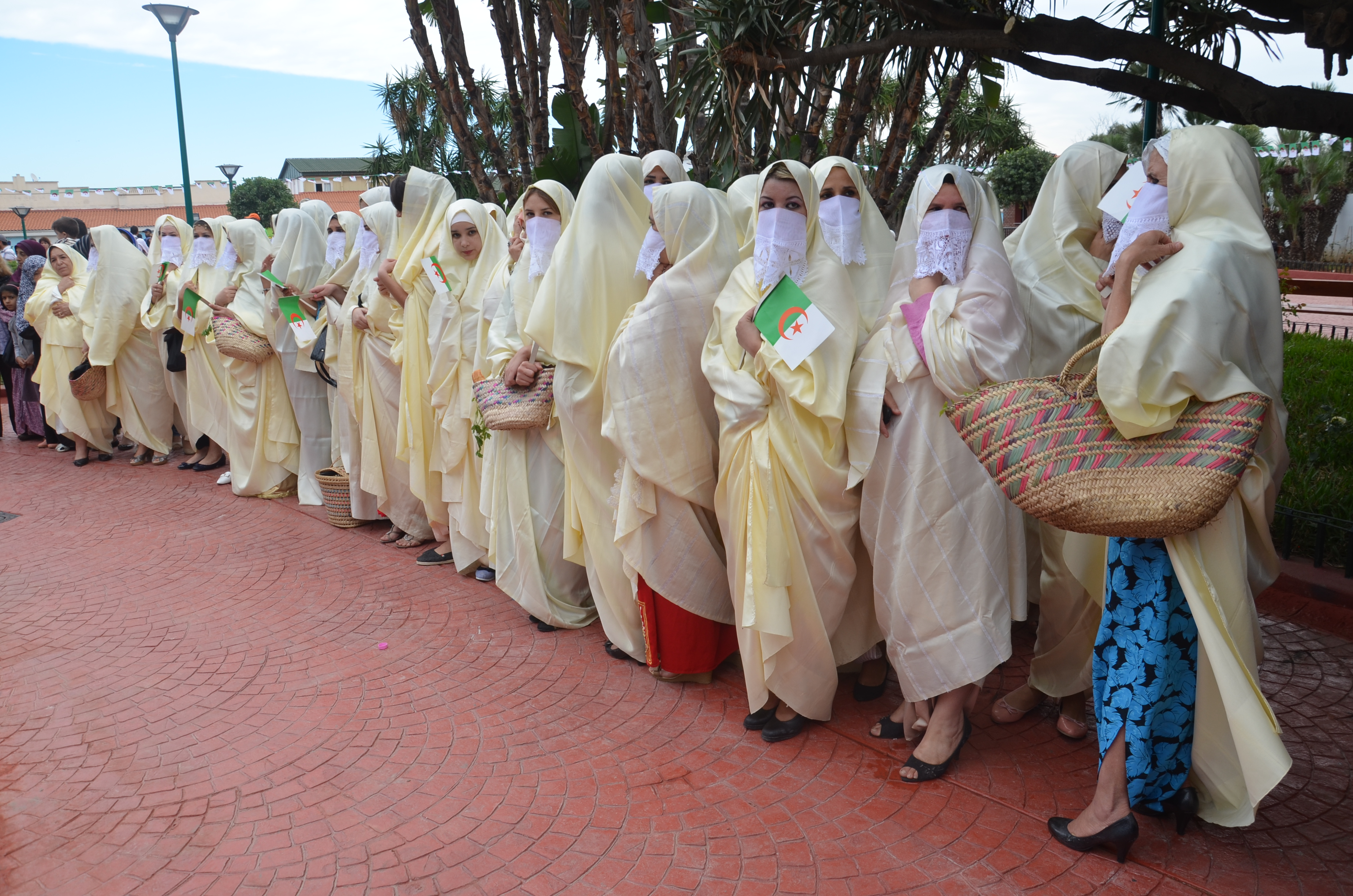
نسوة جزائريات يرتدين الحيك الأبيض

## وصلات خارجية
- جزائريات يدعون للعودة إلى «الحيك»